# Pakalitha Mosisili
Bethuel Pakalitha Mosisili (* 14. března 1945 Qacha’s Nek) je bývalý lesothský politik, který zastával šestnáct let úřad ministerského předsedy. 
Studoval pedagogiku na University of Botswana, Lesotho and Swaziland, Wisconsinské univerzité v Madisonu a Simon Fraser University, pracoval ve školství. Od roku 1967 byl členem levicově a panafrikanisticky zaměřené Basutské kongresové strany. Byl proto vězněn v letech 1970–1971, kdy premiér Leabua Jonathan anuloval volby, vyhlásil stanné právo a zahájil represe proti opozici. 
Po volebním vítězství Kongresové strany v roce 1993 se Mosisili stal poslancem a ministrem školství, od roku 1995 byl vicepremiérem a ministrem vnitra. Roku 1997 přešel do strany Lesothský kongres pro demokracii (LCD), kterou založil premiér Ntsu Mokhehle. V roce 1998 tato strana vyhrála volby a Mosisili se stal předsedou vlády a ministrem národní obrany. Opoziční Basothská národní strana odmítla výsledky voleb uznat a vypukly nepokoje, premiér se proto obrátil na Jihoafrické rozvojové společenství s žádostí o intervenci. Podařilo se mu tak udržet ve funkci a v roce 2002 přivedl LCD k dalšímu volebnímu vítězství. 
V roce 2006 opustil vládní stranu jeden z lídrů Tom Thabane a vypukla krize, která vedla k předčasným volbám, v nichž Mosisiliho kandidátka opět zvítězila. Dne 22. dubna 2009 zaútočila na premiérovu rezidenci skupina ozbrojenců. Mosisili z incidentu vyvázl nezraněn a dál vedl vládu až do porážky ve volbách v květnu 2012. Poté odešel ze strany a založil opoziční Demokratický kongres. Nová vládní koalice se po dvou letech rozpadla a král Letsie III. vypsal předčasné volby, v nichž se stal Demokratický kongres s více než 38 procenty hlasů nejsilnější stranou. Mosisili znovu sestavil vládu, které však po dvou letech vyslovil parlament nedůvěru a došlo k dalším volbám v červnu 2017, v nichž zvítězila Thabaneho strana Kobo-tata ea Basotho. O rok později Pakalitha Mosisili oznámil odchod z aktivní politiky a v čele Demokratického kongresu ho nahradil Mathibeli Mokhothu.